# ファイテンション☆デパート
ファイテンション☆デパート（ファイテンションデパート、「☆」は読まない、英名：Fight Tension Depart）は、2007年1月15日より同年3月26日までテレビ東京系列にて放送された子供向け番組。略称は「ファイデパ」、「ファイ☆デパ」。全11回。

## 概要
短編アニメと子供向けバラエティコーナーを組み合わせたアニメコンプレックス・バラエティ番組。タイトルの「ファイテンション」 (Fight Tension) とは、「ハイテンション」 (High Tension) を超えた高揚状態、という意味の造語。
2007年7月7日から、本作の続編的番組「ファイテンション☆スクール」が放送されている。また、今作「〜デパート」の再放送もテレビ東京にて同時期に毎週月曜深夜に実施。

## 出演
堀内健（ネプチューン）
ファイテンション☆マンとして、オレンジ色の全身タイツに身をくるみ出演。
篠田麻里子 (AKB48)
ファイテンション☆ガールとして出演。マリ様という名があった。
峯岸みなみ (AKB48)
ファイテンション☆ガールとして出演。みなみという名があった。

## コーナー
電脳戦士 土管くん（でんのうせんし どかんくん）
蛙男商会 (FROGMAN) 製作のフラッシュアニメ作品。
アームズラリー
弥栄堂（塚原重義）製作のフラッシュアニメ作品。
油田を巡り長距離自動車レース「アームズラリー」に参加した日本皇国代表・ムラクモの闘いと日常を描く。
かくざ父さん（かくざとうさん）
すなふえ製作のフラッシュアニメ作品。
角砂糖のかくざ父さんが娘の糖子（とうこ）が連れてくる彼氏と繰り広げる日常を描く。この作品は三井製糖のCMにも起用された。

キラキラ小学生 セレブちゃん（キラキラしょうがくせいセレブちゃん）
CLAP!製作のフラッシュアニメ作品。
美を追い求めるセレブな小学生・セレブちゃんの日常を描く。
オリガのロシア語講座（オリガのロシアごこうざ）
OHRYS BIRD製作のフラッシュアニメ作品。
Olga Filipukが出演し、簡単なロシア語の講義を行った。
30秒ケッ作げきじょう その時、彼らは思った。（さんじゅうびょうケッさくげきじょう そのとき かれらはおもった）
活動弁士・坂本頼光による実写パートを含むアニメ。坂本頼光によれば「活弁アニメ」だという。
タイトルにもあるように、毎回「ケツ」をオチに用いている。
バラエティパート
上に挙げたコーナー同士のクッション的な役割として、実写パートが用意されていた。
- 美しいものケン究所
- サイレントしりとり

## CM
- 正式なコーナーではないがYahoo!きっずのCMも番組に合わせたシュールなコメディ調のアニメになっていた。なおこれは続編となる「ファイテンション☆スクール」では正式なコーナーとなった。
- トイザらスのCMに『秘密結社鷹の爪』のキャラクター・レオナルド博士が使われていた。後にこのCMの設定を引き継いだ『レオナルド博士とキリン村のなかまたち』が制作され、トイザらス公式サイト内のアワーズスタジオや店頭で公開された。

## スタッフ
- 原案：DLE、読売広告社
- 企画：朝賀定夫（テレビ東京）、渡辺和哉、椎木隆太
- ディレクター：松藤豪
- キャラクターデザイン：FROGMAN、すなふえ、坂本頼光、弥栄堂、CLAP!、OHRYS BIRD
- 美術：藤井豊（アックス）
- 技術：長澤剛（スウィッシュ・ジャパン）
- 編集：橋本逸人
- MA：市川正（アンサーズ）
- 音効：小平英司（タルス）
- CGアニメーション：OHRYS BIRD
- 音響監督：原田扶美子
- アニメーション音響スーパーバイザー：はたしょうじ
- 音楽協力：テレビ東京ミュージック
- 録音スタジオ：サウンドチーム・ドンファン、AMG STUDIO
- プロデューサー：山川典夫（テレビ東京）、下川猛、戸田和宏
- ラインプロデューサー：大橋隆昭、谷東
- アソシエイトプロデューサー：大野丈晴
- アシスタントプロデューサー：玉置太士、根本智彦
- 番組宣伝：内海賢朗（テレビ東京）、有賀淳
- 協力：ワタナベエンターテインメント、office 48、DefSTAR RECORDS、AMGエンタテインメント、TIME LINE PICTURES
- 企画協力：avex entertainment
- アニメーション制作：DLE
- 製作：テレビ東京、YOMIKO、DLE Inc.

### アームズラリー
- 原作・監督・メカ・美術設定：塚原重義
- 脚本：浦沢義雄、塚原重義
- キャラクター原案：関修一
- キャラクター設定：本間美冴、堤心平、塚原重義
- 音楽：アカツキチョータ
- 効果音：吉村広幸
- 録音：渋江博之
- 3DCG：ヨモギダ
- 背景：佐々木このみ
- 作画：堤心平、本間美冴、三田潤、熊田幸、杉本研太郎、山脇光太郎

#### 声の出演
- エージ：佐久間麻未
- シャチョー：坂本頼光
- アキラ：豊島雄太
- イセリ：佐土原かおり
- シュマリ：須賀裕太
- スコット、ゴンチャロフ：神野祐希
- スカヤ、シャチョーの妻：川西彩子
- 家来：田村慧
- ユン：尾崎文
- チャン隊長：土屋純平
- 革命軍リーダー：本田真視
- サチ：亜沙
- カントク：FROGMAN

### かくざ父さん
- 監督・脚本：すなふえ
- 音楽：saihate
- 美術：olo、CLAP!、saihate

#### 声の出演
- かくざ父さん、糖子 他：坂本頼光

### キラキラ小学生 セレブちゃん
- 監督・脚本：CLAP!

#### 声の出演
- セレブちゃん：亜沙

### オリガのロシア語講座
- 監督・脚本・音楽：OHRYS BIRD

#### 声の出演
- オリガ先生：Olga Filipuk

### 30秒ケッ作げきじょう その時、彼らは思った。
- 監督・脚本・イラスト・出演：坂本頼光
- 撮影：土屋秀敏

### バラエティパート
- プロデューサー：斉藤隆之
- ディレクター：松藤豪
- 構成：武田郁之輔、成瀬正人、前原一磨

## 主題歌
オープニング『Virgin love』
歌：AKB48、作詞：秋元康、作曲・編曲：井上ヨシマサ、レーベル：DefSTAR Records
エンディング『投げキッスで撃ち落せ!』
歌：AKB48、作詞：秋元康、作曲：岡田実音、編曲：高島智明、レーベル：DefSTAR Records

## 放送局
| 放送局         | 放送期間                                        | 放送日時                        |
| -------------- | ----------------------------------------------- | ------------------------------- |
| テレビ東京     | 2007年1月15日 - 3月26日                         | 月曜 17:30 - 18:00              |
| テレビ大阪     | 2007年1月15日 - 3月26日                         | 月曜 17:30 - 18:00              |
| テレビ愛知     | 2007年1月15日 - 3月26日                         | 月曜 17:30 - 18:00              |
| テレビ北海道   | 2007年1月15日 - 3月26日                         | 月曜 17:30 - 18:00              |
| テレビせとうち | 2007年1月15日 - 3月26日                         | 月曜 17:30 - 18:00              |
| TVQ九州放送    | 2007年1月15日 - 3月26日                         | 月曜 17:30 - 18:00              |
| 青森放送       | 2007年1月19日 - 3月30日                         | 金曜 01:31 - 02:01 （木曜深夜） |
| テレビ和歌山   | 2007年1月19日 - 3月30日                         | 金曜 18:30 - 19:00              |
| BSジャパン     | 2007年1月24日 - 4月4日                          | 水曜 19:30 - 20:00              |
| びわ湖放送     | 2008年4月21日 - 6月30日                         | 月曜 05:10 - 05:40              |
| BS11           | 2010年7月17日 - 8月14日 2010年10月2日 - 11月6日 | 土曜 00:30 - 01:00 （金曜深夜） |